# Strange Words and Weird Wars
Strange Words and Weird Wars è il secondo album in studio da solista della cantautrice scozzese Marnie, pubblicato nel 2017.

## Tracce
Testi e musiche di Marnie.
1. Alphabet Block
2. Bloom
3. G.I.R.L.S
4. Electric Youth
5. A Girl Walks Home Alone at Night
6. Lost Maps
7. Summer Boys
8. Little Knives
9. Invisible Girl
10. Heartbreak Kid